# Мурово (Минская область)
Мурово (бел. Мурава) — деревня в Березинском районе Минской области Белоруссии. Входит в состав Березинского сельсовета.

## География
Деревня находится в восточной части Минской области, на правом берегу реки Березины, на расстоянии приблизительно 23 километров (по прямой) к северо-западу от города Березино, административного центра района. Абсолютная высота — 170 метров над уровнем моря. Площадь населённого пункта — 0,214 км².

## История
В 1897 году входила в состав Игуменского уезда Минской губернии, насчитывалось 28 дворов и 213 жителей.
По состоянию на 1909 год, в Мурове имелось 33 двора и проживало 243 человека. В административном отношении деревня входила в состав Беличанской волости.
В 1933 году, в ходе проведения коллективизации, был образован колхоз имени Кирова, в состав которого вошли деревни Мурово, Снуя и Замок.
До 28 мая 2013 года в составе Ушанского сельсовета.

## Население
По данным переписи 2019 года, в деревне проживало 7 человек.
| Год  | Население, человек |
| ---- | ------------------ |
| 1800 | 26                 |
| 1897 | ↗ 213              |
| 1909 | ↗ 243              |
| 1917 | ↗ 248              |
| 1960 | ↘ 188              |
| 2003 | ↘ 29               |
| 2008 | ↘ 19               |
| 2009 | ↘ 12               |
| 2019 | ↘ 7                |